# Diamentowa Liga 2022
Diamentowa Liga 2022 – trzynasta edycja prestiżowych zawodów Diamentowej Ligi. W 2022 roku pierwszy mityng odbył się w dniach 13–14 maja w Dosze na Suhaim bin Hamad Stadium, a cykl zakończył się w dniach 7–8 września podczas finałowych zawodów Weltklasse Zürich w Zurychu. Cykl składał się z 14 mityngów.

## Kalendarz
| Data           | Mityng                                         | Miasto     | Stadion                        | Wyniki    |
| -------------- | ---------------------------------------------- | ---------- | ------------------------------ | --------- |
| 13–14 maja     | Ooredoo Doha Meeting                           | Doha       | Qatar SC Stadium               | Rezultaty |
| 21 maja        | Diamond League Meeting                         | Birmingham | Alexander Stadium              | Rezultaty |
| 27–28 maja     | Prefontaine Classic                            | Eugene     | Hayward Field                  | Rezultaty |
| 5 czerwca      | Meeting international Mohammed VI d’athlétisme | Rabat      | Stade Moulay Abdellah          | Rezultaty |
| 9 czerwca      | Golden Gala                                    | Rzym       | Stadio Olimpico                | Rezultaty |
| 12 czerwca     | New York Grand Prix                            | Nowy Jork  | Icahn Stadium                  | Rezultaty |
| 16 czerwca     | Bislett Games                                  | Oslo       | Bislett Stadion                | Rezultaty |
| 18 czerwca     | Meeting de Paris                               | Paryż      | Stade Sébastien Charléty       | Rezultaty |
| 30 czerwca     | Bauhaus-Galan                                  | Sztokholm  | Stadion Olimpijski             | Rezultaty |
| 6 sierpnia     | Memoriał Kamili Skolimowskiej                  | Chorzów    | Stadion Śląski                 | Rezultaty |
| 10 sierpnia    | Herculis                                       | Monako     | Stade Louis II                 | Rezultaty |
| 25–26 sierpnia | Athletissima                                   | Lozanna    | Stade Olympique de la Pontaise | Rezultaty |
| 1–2 września   | Memorial Van Damme                             | Bruksela   | Stadion Króla Baudouina I      | Rezultaty |
| 7–8 września   | Weltklasse Zürich                              | Zurych     | Letzigrund Stadion             | Rezultaty |

## Zwycięzcy
| Konkurencja                        |                         |
| Mężczyźni                          |                         |
| Bieg na 100 metrów                 | Trayvon Bromell         |
| Bieg na 200 metrów                 | Noah Lyles              |
| Bieg na 400 metrów                 | Kirani James            |
| Bieg na 800 metrów                 | Emmanuel Korir          |
| Bieg na 1500 metrów                | Jakob Ingebrigtsen      |
| Bieg na 5 kilometrów               | Nicholas Kipkorir       |
| Bieg na 3000 metrów z przeszkodami | Soufiane El Bakkali     |
| Bieg na 110 metrów przez płotki    | Grant Holloway          |
| Bieg na 400 metrów przez płotki    | Alison dos Santos       |
| Skok wzwyż                         | Gianmarco Tamberi       |
| Skok o tyczce                      | Armand Duplantis        |
| Skok w dal                         | Miltiadis Tendoglu      |
| Trójskok                           | Andy Díaz Hernández     |
| Pchnięcie kulą                     | Joe Kovacs              |
| Rzut dyskiem                       | Kristjan Čeh            |
| Rzut oszczepem                     | Neeraj Chopra           |
| Kobiety                            |                         |
| Bieg na 100 metrów                 | Shelly-Ann Fraser-Pryce |
| Bieg na 200 metrów                 | Shericka Jackson        |
| Bieg na 400 metrów                 | Marileidy Paulino       |
| Bieg na 800 metrów                 | Mary Moraa              |
| Bieg na 1500 metrów                | Faith Kipyegon          |
| Bieg na 5 kilometrów               | Beatrice Chebet         |
| Bieg na 3000 metrów z przeszkodami | Werkuha Getachew        |
| Bieg na 100 metrów przez płotki    | Tobi Amusan             |
| Bieg na 400 metrów przez płotki    | Femke Bol               |
| Skok wzwyż                         | Jarosława Mahuczich     |
| Skok o tyczce                      | Nina Kennedy            |
| Skok w dal                         | Ivana Vuleta            |
| Trójskok                           | Yulimar Rojas           |
| Pchnięcie kulą                     | Chase Ealy              |
| Rzut dyskiem                       | Valarie Allman          |
| Rzut oszczepem                     | Kara Winger             |

## Polacy
Lokaty Polaków w zawodach finałowych:
| Lokata | Imię i nazwisko   | Konkurencja        |
| ------ | ----------------- | ------------------ |
| 5.     | Natalia Kaczmarek | 400 m              |
| 6.     | Anna Kiełbasińska | 400 m              |
| 7.     | Pia Skrzyszowska  | 100 m przez płotki |
| 8.     | Damian Czykier    | 110 m przez płotki |
| 10.    | Michał Rozmys     | 1500 m             |